# نادي الوداد الرياضي
نادي الوداد الرياضي المعروف أيضًا باسم الوداد البيضاوي أو الوداد، هو نادي رياضي مغربي من مدينة الدار البيضاء. يشارك في البطولة الاحترافية المغربية، تأسس فريق الوداد الرياضي لكرة القدم من قبل محمد بن الحسن العفاني (الأب جيكو) بعد سنتين من تأسيس فريق الوداد الرياضي لكرة الماء في الثامن من مايو سنة 1937 على يد سبعة أشخاص ومن بينهم المؤسس محمد بنجلون التويمي وهم من ذوي الجنسية المغربية، وكان وراء إنشاء الوداد هو تواجد أكبر مسبح في أفريقيا وهو المسبح البلدي بالدار البيضاء قبل أن يطاله النسيان ويهدم مع مطلع السبعينيات ليتم تشييد مسجد الحسن التاني مكانه حاليًا ، ثم تأسيس فرع كرة السلة سنة 1938، ليتمكن بعدها الأب جيكو ورفاقه من تأسيس فرع كرة القدم بالنادي سنة 1939، الذي سهر على تسييره وتدريبه وتطويره منذ البدايات الأولى، ليتوالى بعدها تأسيس باقي فروع النادي الرياضي، من كرة اليد سنة 1942، الدراجات، كرة الطائرة والرغبي.
على المستوى المحلي، حقق الوداد الرياضي درع البطولة المغربية 22 مرة (رقم قياسي)، كما حصل على كأس العرش 9 مرات، وكأس النخبة المغربي 4 مرات والعديد من الألقاب المحلية الأخرى، أما على الصعيدين القاري والدولي، أحرز النادي على دوري أبطال إفريقيا ثلاث مرات، وكأس السوبر الأفريقي مرة واحدة، وكأس الكؤوس الأفريقية مرة واحدة، والكأس الأفروآسيوية للأندية مرة واحدة، ودوليًا حقق كأس الملك محمد الخامس مرة واحدة، وإقليميًا حقق بطولة شمال إفريقيا ثلاث مرات وكأس إفريقيا الشمالية مرة، وعربيًا فاز الوداد بالبطولة العربية للأندية البطلة مرة واحدة وكأس السوبر العربي مرة واحدة أيضًا.
احتل الوداد الرياضي في ترتيب أندية القرن الحادي والعشرين على المستوى الإفريقي الرتبة الخامسة، بحسب تصنيف الاتحاد الإفريقي. ويُعتبَر الوداد الرياضي النادي الأكثر تتويجًا في المغرب بأزيد من 50 لقب منذ تأسيسه والأكثر تتويجاً في القرن العشرين بأزيد من 40 لقب على مستوى الكرة المغربية، كذلك النادي المغربي الوحيد الذي توّج في جميع العقود التي وجد فيها.
كما يُعتبَر كذلك أحد أعمدة كرة القدم في المغرب بالإضافة إلى منافسه في الدار البيضاء الرجاء الرياضي ومنافسه في الكلاسيكو الجيش الملكي.

## التاريخ

### اسم النادي

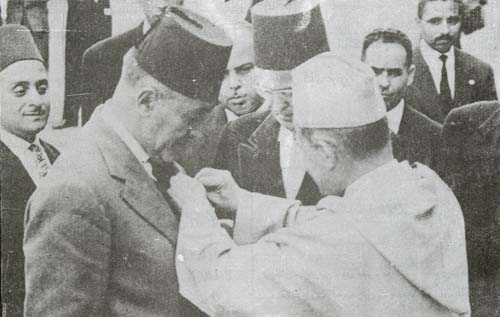
محمد الخامس يوشح الأب جيكو عضو مؤسس لنادي الوداد الرياضي وأول مدرب لفريق كرة القدم بوسام شرفي يوم 25 نونبر سنة 1956.

صورة محمد بنجلون التويمي، مؤسس نادي الوداد الرياضي.

شهدت سنة 1939 أول ظهور لفريق الوداد الرياضي لكرة القدم بقيادة أحد الأعضاء المؤسسين وأول كاتب عام ومدرب في تاريخ النادي محمد بن الحسن التونسي العفاني (الأب جيكو)

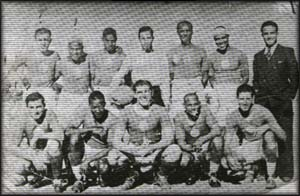
فريق كرة القدم موسم 1939 - 1940 وصيف الدوري المغربي.

ملعب فيليب سنة 1988 - الملعب الذي يمكن اعتباره أسطورة شاهدة على تاريخ وأمجاد الوداد الرياضي.

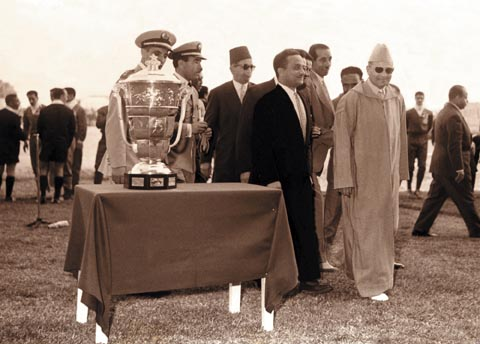
أول نهائي لكأس العرش موسم 56/57 ـ محمد بنجلون مع الملك محمد الخامس.

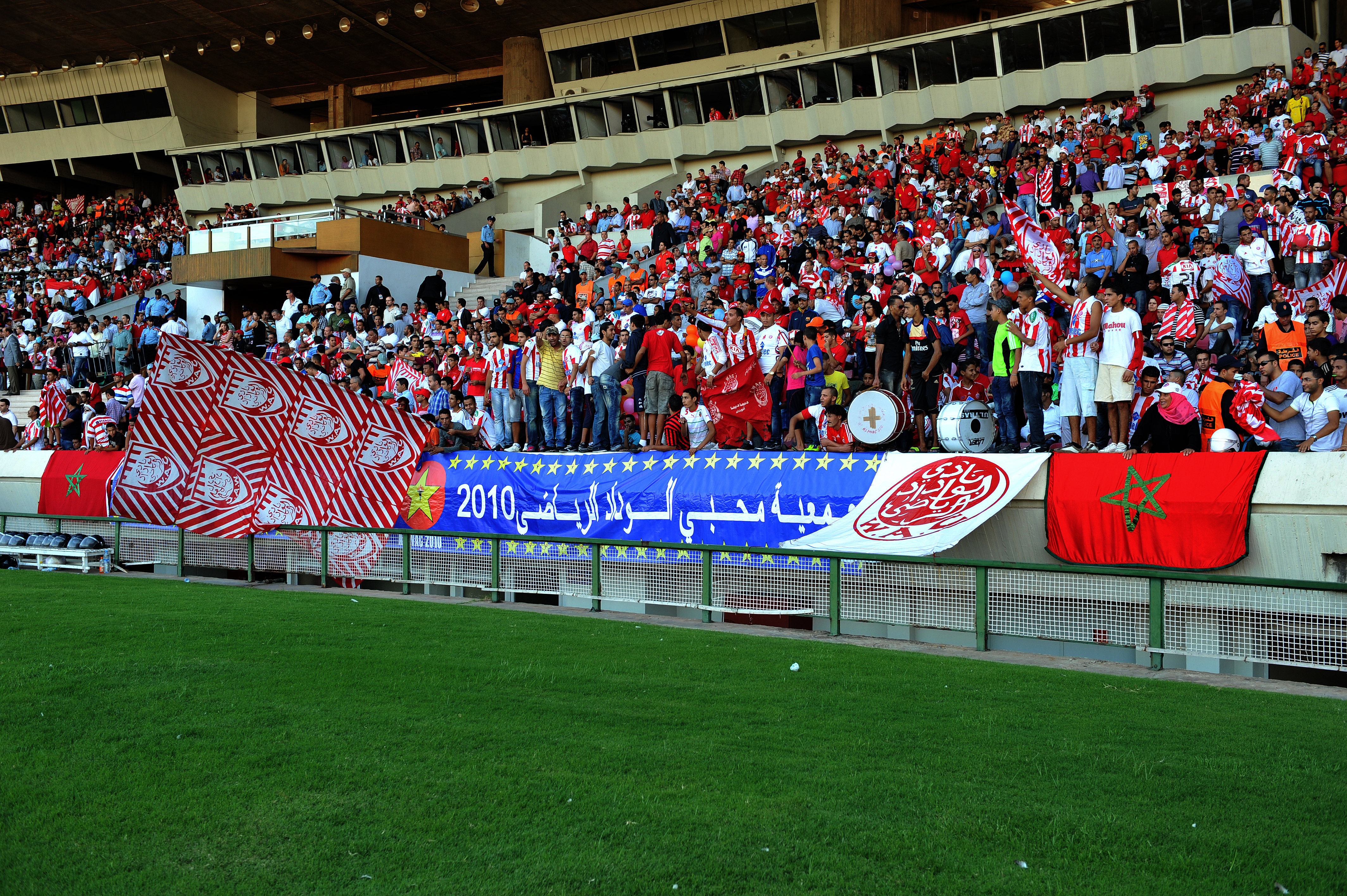
جماهير نادي الوداد الرياضي في مباراة بدوري أبطال إفريقيا.

عرفت السنوات الأولى من القرن العشرين احتلالاً تدريجيًا للمغرب من طرف الاستعمار، من بين نتائج ذلك هجرة بعض الأوربيين إلى المغرب وبدء تعمير العديد من المدن والقرى المغربية حيث قاموا بإنشاء أحياء جديدة في كل هذه المدن مجهزة بكل المراكز كمقر للشرطة والبريد، ومن بين المراكز التي حرص المعمرون الأوربيون على إنشائها أندية رياضية ترفيهية. وقد كانت هذه الأندية حكرًا على العنصر الأوربي، حيث أن هذه الفئة فقط هي التي كان يُسمح لها بإنشاء الأندية والانضمام إليها. أما المغاربة فقد كانوا ممنوعين من تأسيس أي جمعية أو نادي ولو في طابع رياضي خوفًا من أن يتحول هذا النادي إلى تجمع للمقاومين ضد الاحتلال. كما كان الانضمام لهذه النوادي كذلك أمرًا صعبًا بالنسبة للمغاربة مع بعض الاستثناءات القليلة، في غمرة المحاولات التي كان يبذلها المؤسسون للوداد للحصول على الترخيص، وفي اجتماعات تأسيس النادي، طرح مشكل الاسم الذي سيطلق على الفريق، اقتُرِحت عدة أسماء وفي إحدى تلك الاجتماعات حضر أحد الأعضاء متأخرًا (اسمه محمد ماسيس وهو من مواليد 1907 في الدار البيضاء)، وبرّر تأخره بعد الاستفسار أنه كان يشاهد فيلما سينيمائيًا لأم كلثوم عنوانه وداد وتزامن مع هذا الجواب انطلاق زغرودة من أحد البيوت المجاورة لمكان الاجتماع، تفائل بها المجتمعون. أبدى بنجلون تأييده لاختيار هذا الاسم، لكن تدخل بعض الحاضرين مما أدى إلى عدم الحسم النهائي في الاسم، إلا بعد حضور عدد كبير من المسيرين واللاعبين، إذ تمت الموافقة على الاسم بعد عقد جمع عام، وكانت النتيجة اقتراح واختيار الوداد الرياضي اسماً للنادي الأحمر.

### تأسيس أولى فروع النادي

#### تاريخ

صورة الحاج محمد بنجلون، مؤسس نادي الوداد الرياضي.

لم يكن تأسيس فرع كرة الماء سهلا، فقد ظلت سلطات الحماية ترفض منح الترخيص للفريق على امتداد سنوات طويلة، إذ كلما قدم الراحل محمد بنجلون الطلب إلا وقوبل بالرفض، ولم ينجح الفريق في الحصول على الترخيص إلا في سنة 1937 بوساط أعضاء من النادي المغربي بالدار البيضاء، بعدما عاود بنجلون تقديم الطلب بمناسبة معرض باريس.
بداية الحكاية كانت من إحدى المسابح المتواجدة بمدينة الدار البيضاء، حيث أن هذه المسابح كان لا يلجها إلا المنخرطون بأحد الأندية الرياضية، التي كانت في معظمها أوروبية خاضعة لجامعة السباحة، غير أنه في سنة 1935 بدأ المغاربة في الانخراط في هذه النوادي، ومع تزايد أعدادهم سيثير ذلك حفيظة الفرنسيين، الذين دعوا إلى منع المغاربة من دخول المسابح، قبل أن ينصحوهم بتأسيس نوادٍ خاصة بهم يفرضون وجودهم بها على الجامعة، ويكون من حقهم الاستفادة من المسابح، لذلك انطلقت فكرة تأسيس ناد للسباحة وكرة الماء وهو أول فرع رياضي للنادي. حصل الوداد الرياضي بداية على ترخيص من أجل تأسيس فرع كرة الماء سنة 1937، وهو الترخيص الذي كان مشروطا بالابتعاد عن الدين والسياسة والعنصرية، وأن تضم تشكيلة المكتب مغاربة وأجانب. أُسندت الرئاسة للحاج محمد بنجلون الذي يعتبر المؤسس الأول للفريق.

### تأسيس باقي الفروع
كان الدكتور بنجلون من بين الأشخاص الذين أسندت لهم مسؤولية تحرير القوانين، فاقترح فكرة تحرير قوانين لنادي تمارس فيه جميع الرياضات بدلا من الاقتصار على كرة الماء، وهي الفكرة التي عمل على أن يقنع بها عددا من رفاقه في الوداد وبينهم الأب جيكو، الذي كانت تراوده فكرة تأسيس فريق لكرة القدم.
ورغم المخاوف التي أبداها مسيرو الوداد من رفض سلطات الحماية للمقترح، فقد تم قبول طلبهم بتأسيس مجموعة من الأنواع الرياضية ضمن نادي الوداد. وبعد تأسيس أول فرق في تاريخ النادي فرع كرة الماء، شهدت سنة 1938 تأسيس فرع كرة السلة، ليتلوها فرع كرة القدم سنة 1939 أكبر فرع في تاريخ النادي، ليأتي الدور على فروع أخرى ككرة اليد والكرة المستطيلة والكرة الطائرة والريغبي.
أسندت الرئاسة الشرفية لنادي الوداد وقتها لولي العهد مولاي الحسن، بعد موافقة والده آنذاك الملك محمد الخامس، قبل أن تصبح الرئاسة الشرفية في الستينيات للأمير سيدي محمد الذي وافق والده الراحل الحسن الثاني على الطلب الذي تقدم به فريق الوداد.

### الأب جيكو
الأب جيكو هو محمد بن الحسن التونسي العفاني من مواليد سنة 1900 ببلدة ايسافن القريبة من مدينة تارودانت. إطلاق لقب «جيكو» لم يكن من المغاربة بل جاء من صحافي فرنسي كان قد شبه محمد بلحسن بلاعب اسمه جيكو كان يلعب باليوس وقال في معرض مقاله بأن محمد بلحسن يلعب بنفس الطريقة التي يلعب بها جيكو. كان ممارسا رياضيا مارس كرة القدم في صفوف عدة أندية. كان الأب جيكو من المثقفين البارزين في وقته ومن الرياضيين المتوفرين على إلمام واسع بالرياضة حيث كان يثقن عدة لغات برز اسمه كأول صحفي رياضي مغربي. أول من استفاد من حنكة وعبقرية الأب جيكو هو فريق الوداد تسييرا وتدريبا حيث وجد فريق الوداد في الأب جيكو الرجل الكفؤ فهو مدرب تشكيلات الوداد الأولى وهو العقل المدبر لمسيرة الوداد في بدايتها، حيث كان الأب جيكو في تدريبه للوداد لا يتنازل عن سلطته كمدرب فهو الوحيد الذي يعرف تشكيلة الفريق قبل أي مقابلة. توفي الأب جيكو سنة 1970 تاركا وراءه ذكرى طيبة على المستوى الأخلاقي والإنساني وأكبر ناديين في تاريخ كرة القدم المغربية على الإطلاق.

### الرئيس المؤسس
الحاج محمد بنجلون من الجماعة الأولى المؤسسة لنادي الوداد الرياضي وأبرز اسم فيها وهو من الرعيل الأول المتعلم تعليما عصريا حصل على الباكالوريا سنة 1933 والتحق بباريس من أجل الدراسة العليا في تخصص التجارة، عاد إلى المغرب سنة 1935 ونشط داخل جمعية قدماء تلاميذ الدار البيضاء وداخل بعض الجمعيات الرياضية. ولما أسس الحاج محمد بن جلون نادي الوداد كان على رأس أول مكتب مسير لهذا النادي. بقي الحاج محمد على رأس الوداد البيضاوي منذ تأسيسه سنة 1937 إلى سنة 1942. لكن انسحاب هذا الرجل من المسؤولية لم يكن يعني انسحابه من النادي فقد استمر إلى حين التحاقه بالرفيق الأعلى أبا للوداد والوداديين وذاكرة ومرجعا فياضا حول تاريخ هذا الفريق ورجاله ولا يكاد يذكر اسم نادي الوداد عند الخاص والعام إلا ويذكر معه اسم الحاج محمد بنجلون.

## زي النادي
كان اللون الأول الذي اتُّفق عليه من طرف الأعضاء المؤسسين للنادي هو اللون الأحمر، لما يمثله هذا اللون للمغاربة؛ حيث أن العلم المغربي عبارة عن مستطيل أحمر تتوسطه نجمة خماسية خضراء. فقد كان اختيار اللون الأحمر بالنسبة للأعضاء بمثابة التشبث برمز من أهم رموز الوطن. وتم كذلك إضافة اللون الأبيض الذي يرمز للسلام. وقد لعب الوداد الرياضي في المواسم الأولى بقمصان مخططة عموديًا باللونين الأحمر والأبيض، كما كان لون السروايل أبيَضَ ولون الجوارب أحمر. بعد ذلك ومع بداية الأربعينات لعب بالقميص الأحمر والسراويل البيضاء وجوارب حمراء. حاليًا يتخذ النادي الطقم الأحمر الكامل للزي الرسمي.

## تغيير شعار النادي

شعار النادي الأصلي حيث صُمِّم سنة 1937 والذي كان من أوائل الشعارات لنادي رياضي في المغرب يحتوي على كلمات عربية، وذلك باعتماد فن كتابة الخط العربي.

شعار النادي الأصلي حيث صُمِّم سنة 1950 والذي كان من أوائل الشعارات لنادي رياضي في المغرب يحتوي على كلمات عربية، وذلك باعتماد فن كتابة الخط العربي.
الوداد كان من أوائل الأندية المغربية التي كان شعارها يحتوي على الهلال الذي يرمز للإسلام. وكذلك أول نادي مغربي يضع العلم المغربي على قميصه.

شعارالنادي سيتم تعديله مرة أخرى بإضافة W.A.C Football Team مع تعديل طفيف للشعار الرسمي، وتم تسجيله لدى الجهات المختصة بحفاظ الملكية لمنع استعماله من طرف أي جهة أخرى بدون إذن الفريق.

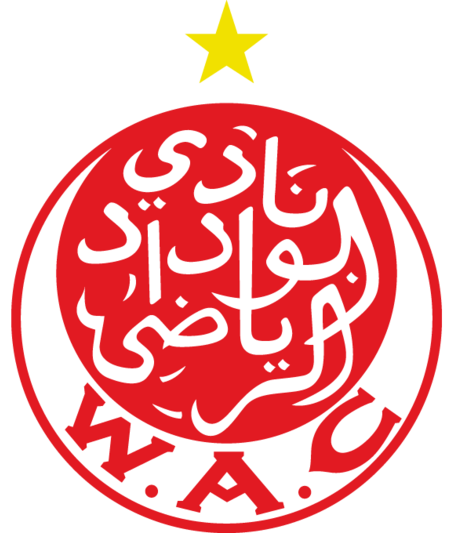
إضافة النجمة الذهبية الأولى لشعار النادي سنة 1992، عقب التتويج بدوري ابطال افريقيا للمرة الأولى .
شعار النادي من 2019 إلى 2022، بعد إضافة نجمة ذهبية ثانية في الأعلى سنة 2019 بعد التتويج بالدوري المغربي للمرة الـ 20 .
شعار النادي سنة 2022، بعد إضافة نجمة ذهبية ثالثة في الأسفل عقب التتويج بدوري أبطال أفريقيا للمرة الثالثة.

## نبذة عن الوداد
فرض فريق الوداد نفسه سريعا كفريق قوي، بل إنه سنة بعد تأسيسه سيتأهل إلى نهائي كأس المغرب وانهزم بصعوبة أمام نادي الاتحاد المغربي. أدى الظهور القوي للوداد بالفرنسيين إلى التقدم بمشروع قرار يطلب فيه من العصبة أن ترغم الفرق على إشراك خمسة أوروبييين على الأقل، وهو القرار الذي كان يهدف بشكل أساسي إلى إضعاف فريقي الوداد والاتحاد الرياضي المغربي.
بفضل جدية اللاعبين وتفاني المدرب وتضحيات المسيرين استطاعت الوداد في ظرف وجيز من تأسيسها أن تصبح ذلك الفريق الذي يحسب له ألف حساب وتألق نجومها في سماء كرة القدم ليصبحو مضرب الأمثال في أسرار اللعب الجماعي ومفاتيح تقنيات اللعب الفردي ونموذج التكامل والانضباط لتشريف قميص الوداد ذلك القميص الذي تحول بمعنى من المعاني إلى علم للوطن وراءه كل المغاربة. كان المغرمون بكرة القدم يتناقلون أساطير وينقل بعضهم إلى بعض أثناء نقاشاتهم ومسامراتهم حول كرة القدم، أسطورة الحارس ولد عائشة الذي احتار الخصوم في قدراته الدفاعية عن مرمى الوداد وكيف أن تحديه دفع ببعضهم إلى وضع كرة مضرب في فوهة مدفع وصوبها اتجاهه لكنه إلتقطها بمهارة وعن لاعب الوداد الآخر الذي ضرب الكرة في الملعب إلى الأعالي واستمرت في التصاعد إلى أعلى ولم تبدأ في النزول إلا بعد خروج اللاعب من مستودع الملابس بعد تناوله طعام الإفطار إلى غير ذلك من الأساطير التي رددت كثيرا في حق اللاعبين والمدرب وكلها أساطير تحمل في مغزاها الإعجاب الكبير الذي كان يكنه الجمهور المغربي لفريق الوداد في فترة الحماية والثقة الكبيرة التي كان قد وضعها في لاعبي الفريق والساهرين عليه تدريبا وتسييرا. كانت الصحافة خصوصا في نهاية الأربعينات وبداية الخمسينات حافلة في صفحاتها الرياضية بالحديث عن الوداد وعن لاعبي الوداد والتقت في هذا الإعجاب صحافة المستعمر مع صحافة الحركة الوطنية ونعتت بعض الصحف الوطنية فريق الوداد بكونه مجموعة من الأساتذة يلقون على خصومهم أمام جماهير الميادين دروسا في فقه كرة القدم واحتار عدد من الصحفيين في وصف تقنيات وطرق لعب بعض عناصر الوداد فاضطرو إلى تشبيهها بأعمل الجن والخوارق! وكمثال نقتطف فقرة من مقال كتبه الصحفي والأديب أحمد زياد في أحد أعداد جريدة العلم تقول هذه الفقرة: فقد بدأ الثالوث ادريس وعبد السلام والشتوكي يلقون درسا في فقه كرة القدم وكان درسا عمليا توفق فيه الفقهاء الثلاثة غاية التوفيق...وتصدى عبد السلام يقوم بأعمال لايقوم بها إلا الرهط الأسود في حكاية سيف بن ذي يزن.
إن نادي الوداد الرياضي يبقى ذلك الفريق المغربي الوحيد الذي استطاع أن يصل إلى قلوب الأصدقاء والأعداء فبدأ الجميع في نسج الحكايات الخيالية والأسطورات مشبها لاعبي الوداد بأبطال العديد من الأساطير.

### نادي الوداد في ملعب فيليب
تأسس نادي الوداد الرياضي سنة 1937 حيث تزامن هذا التأسيس مع قمع الحركة السياسية المغربية. وطيلة الفترة التي عانى فيها العمل السياسي المغربي من القمع كان على المغاربة أن يخلقوا مقاومة بديلة، فاهتدوا إلى الرياضة وإلى كرة القدم على الخصوص. فالوداد أسس بدافع المقاومة، فقد جمع نادي الوداد المغاربة حوله فوحدهم ضد خصومهم وخصوم الوطن حيث أصبحت الوداد هي المدافع الوحيد عن شرف المغرب في ظل قمع الوطنيين من طرف الاستعمار. حيث أصبحت الوداد تقاوم الاستعمار بأسلحتهم وعلى ميادينهم وبسلاح كرة القدم التي كانت لغة يفهمها الفرنسيون. لقد مثلت الوداد في فترة الحماية، التيار الوطني على الواجهة الرياضية، فكان كل المغاربة وداديون، وبقدر ما كان هذا الفريق يحصل على الألقاب بقدر ما كانت شعبيته في تزايد. وكان حين يضرب لاعب من فريق الوداد الكرة، يعتبر المتفرج المغربي تلك الضربة وكأنها في جسد خصمه الفرنسي. لقد كان المغاربة في فترة الاستعمار ممنوعين من التجمعات والمظاهرات، فهيأ لهم فريق الوداد شروط التظاهر والتجمعات وجعلهم يجتمعون في الملاعب رافعين شعارات تهتف بحياة الوداد ظاهريا وبسقوط خصومها ووراءهم الفرنسيون باطنيا، فبدأ المستعمرون يحسبون لفريق الوداد ألف حساب وأصبح انتصار هذا الفريق يقع على المستعمرين كالصاعقة التي زاد من حدتها رؤيتهم للوداد كأول فريق يخوض البطولة بمجموعة وطنية ضد فرق فرنسية.
ساهم فريق الوداد في مناهضة الاستعمار الفرنسي، وكانت مبارياته تعرف دائما اعتقال بعض المشجعين، بل إن مباريات الفريق أصبحت فرصة للمغاربة ليعبروا عن سخطهم ومطالبتهم برحيل المستعمر. كانت الجماهير تهتف للوداد في كل مدن المملكة سواء منتصرا أو متعادلا أو منهزما. وقد كانت هذه الجماهير تتعرض للاستفزاز من طرف المستعمر الذي وصل به الحقد إلى حد تطويق الملاعب أثناء مباريات الوداد بالدبابات لتخويف الجمهور. لقد كان أي شخص ينتمي للوداد يعني في نظر المستعمر أنه وطني مقاوم، فقد كان توقيع أي لاعب مع الوداد يعني اختيار صف الوطنية وعداوة الاستعمار. وكمثال على هذا فقد حاول فريق سطاد الفرنسي استقطاب ثالوث الوداد: إدريس وعبد السلام والشتوكي إلى صفوفه بمبلغ مالي مهم دون جدوى، كما حاول ذلك نادي برشلونة الإسباني فبعث خمسة من مسيريه للتفاوض مع الوداد بشأن هذا الثالوث وعرض مبلغا ماليا كبيرا في وقته فكان جواب الثالوث واضحا: الواجب الوطني أغلى من أي عرض.

## مواقف من تاريخ الوداد
- سبق لحارس الوداد «محمد رفقي» في الخمسيات ان التحق كمحترف بنادي (باللاتينية: Grenoble) الفرنسي وسافر إلى فرنسا، ولكنه سرعان ما عاد إلى المغرب بعد أن تلقى أمرا من المقاومة الوطنية على اعتبار انه كان من أفرادها بالرغم من التزاماته الرياضية مع الوداد.[12]
- مؤسس النادي محمد بنجلون التويمي كان من شبيبة الحركة الوطنية، وقد عرف بمواقفه البطولية كطالب في ثانوية مولاي يوسف بالرباط، حيث أنه استطاع سنة 1933 إقناع جميع الطلبة الداخليين، بالإمساك عن الطعام يوم 16 ماي، وصيام ذلك اليوم احتجاجا على ذكرى إصدار الظهير البربري، بل وإنه استطاع إقناع أحد الطباخين بمطعم داخلية المدرسة بتهييء وجبة السحور والفطور لأكثر من من 100 طالب التزموا بالصيام.
- في أول رحلة للوداد منذ تأسيسه إلى الجزائر لمنازلة إحدى الأندية هناك، حمل اللاعب بوشعيب خالي وعبد القادر جلال مناشير وطنية من المغرب إلى الجزائريين، وقد علم الأب جيكو مدرب الوداد بالأمر واطلع على تلك المناشير ولم يعارض بالرغم من انه كان المسؤول الأول في حالة كشف الأمر لدى السلطات الفرنسية.[13]
- في سنة 1944، تم توقيف نادي الوداد الرياضي عن ممارسة الرياضة إثر حوادث مطالبة الحركة الوطنية باستقلال المغرب.[14]
- كان عدد من لاعبي الوداد يشاركون كثيرًا في تحركات وأعمال الحركة الوطنية، وعلى سبيل المثال، يذكر ان اللاعب عبد النبي المسطاطي كلف بتوزيع منشورات وطنية بعد زيارة السلطان محمد الخامس لمدينة طنجة، وقد حملها في حقيبة أمتعته الرياضية.
- في أحداث انتفاضة الدار البيضاء 1952، تعرض أحد من مسيري الوداد للاعتقال، كما أصيب اللاعب عبد النبي المسطاطي والعفاري في جسديهما بطلقات نارية من بنادق المستعمرين خلال زيارة بعثة من أمريكا اللاتينية إلى المغرب لتقصي الحقائق بعد نفي السلطان محمد الخامس.
- في مباراة بين الوداد وفريق بلعباس الجزائري بوهران امتنع لاعبو الوداد وعلى رأسهم الأب جيكو المدرب عن الدخول إلى الملعب حتى يرفع العلم المغربي، فما كان من حكم المباراة إلا أن يمتثل لرغبة الوداد.[15]

## ملعب النادي

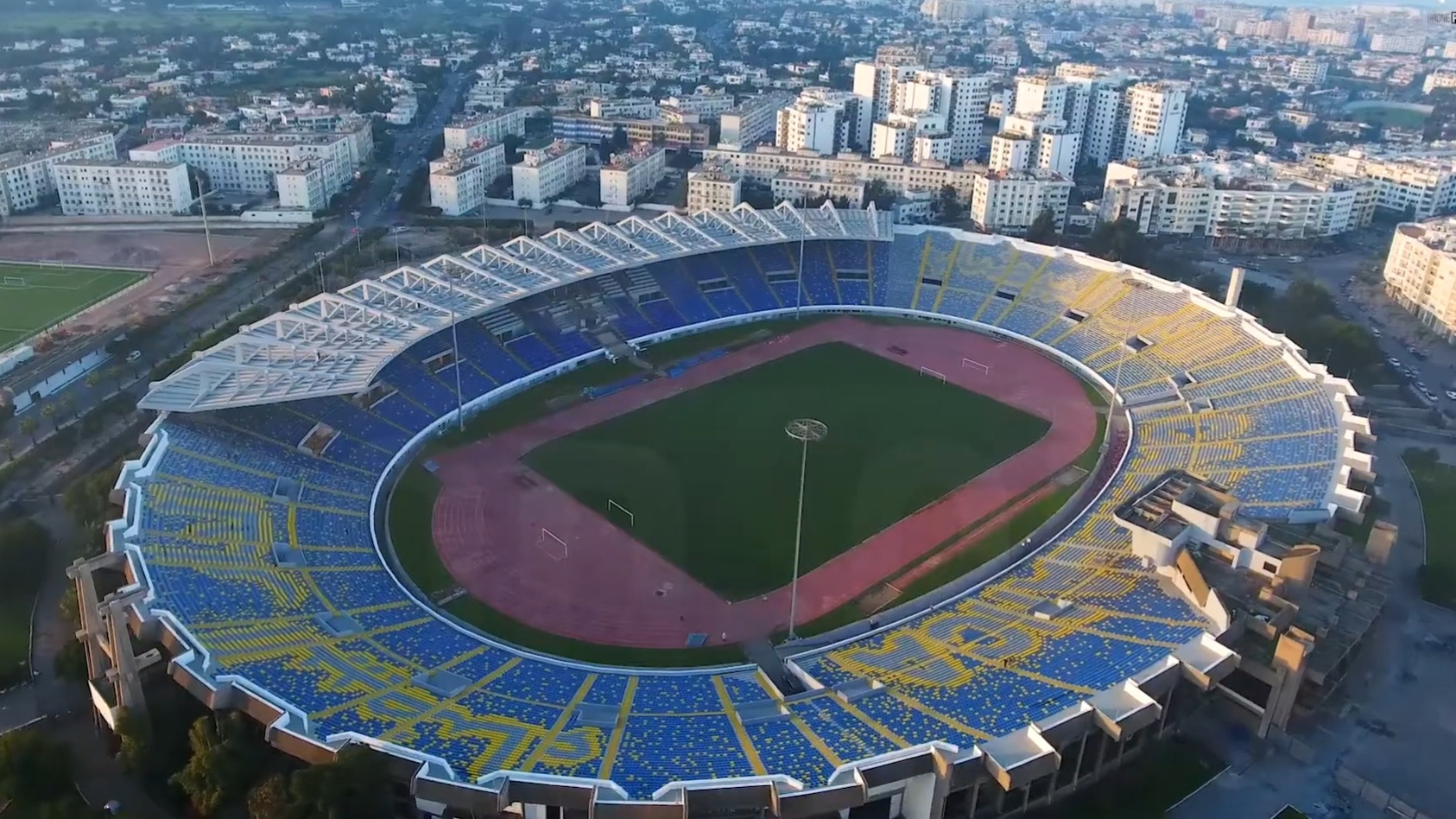
ملعب محمد الخامس في الدار البيضاء

ملعب النادي هو ملعب محمد الخامس الذي يقتسمه مع جاره وغريمه التقليدي الرجاء الرياضي، تم بناؤه سنة 1955 تحت اسم مارسيل سيردان، وبه 30.000 مقعد، سنة بعد ذلك وبعدما أخد المغرب استقلاله تم تغيير اسمه إلى سطاد دونور. عرف المركب تحديثا كبيرا منذ سنة 1970 إلى غاية سنة 1981 برسم تنظيم المغرب لألعاب البحر الأبيض المتوسط سنة 1983، حيث افتتح سنة 1981 باسمه الحالي مركب محمد الخامس، واعيدت صيانته وتمت اضافات كبيرة تخص عدد المقاعد وتنصيب لوحتين إليكترونيتين وتم إعادة افتتاحه سنة 2017 وأصبح يحتوي على 45000 مقعد.
أصبح مركب محمد الخامس الآن تحفة رياضية مغربية، حيث يحتوي على قاعة رياضية كبيرة تحتوي على 12000 مقعد وتشمل جميع الأنواع الرياضية من كرة سلة، يد، الطائرة، الجمباز، الملاكمة... بالإضافة إلى مسبح أولمبي، قاعة للاجتماعات وقاعة طبية كبيرة.

## الإنجازات
| نوع البطولة | البطولة                     | عدد الألقاب | مواسم الفوز |
| ----------- | --------------------------- | ----------- | --- |
| محلية       | البطولة الاحترافية المغربية | 22          | 1947–48، 1948–49، 1949–50، 1950–51، 1954–55، 1956–57، 1965–66، 1968–69، 1975–76، 1976–77، 1977–78، 1985–86، 1989–90، 1990–91، 1992–93، 2005–06، 2009–10، 2014–15، 2016–17، 2018–19، 2020–21، 2021–22 |
| محلية       | كأس العرش                   | 9           | 1970 - 1978 - 1979 - 1981 - 1989 - 1994 - 1997 - 1998 - 2001 |
| محلية       | كأس جباري                   | 7           | 1940 - 1946 - 1948 - 1949 - 1950 - 1951 - 1952 |
| محلية       | كأس النخبة المغربي          | 4           | 1945 - 1948 - 1951 - 1955 |
| قارية       | دوري أبطال أفريقيا          | 3           | 1992 - 2017 - 2022 |
| قارية       | كأس السوبر الأفريقي         | 1           | 2018 |
| قارية       | كأس الكؤوس الأفريقية        | 1           | 2002 |
| عالمية      | الكأس الأفروآسيوية للأندية  | 1           | 1993 |
| عالمية      | كأس الملك محمد الخامس       | 1           | 1979 |
| إقليمية     | كأس العرب للأندية الأبطال   | 1           | 1989 |
| إقليمية     | كأس السوبر العربي           | 1           | 1992 |
| إقليمية     | كأس إفريقيا الشمالية        | 1           | 1949 |
| إقليمية     | بطولة شمال إفريقيا          | 3           | 1948 - 1949 - 1950 |
| أخرى        | بطولة عصبة الشاوية          | 4           | 1940 - 1944 - 1945 - 1946 |
| أخرى        | كأس إفتتاح الموسم           | 4           | 1947 - 1948 - 1949 - 1951 |
| أخرى        | كأس عصبة الشاوية            | 2           | 1947 - 1948 |
| أخرى        | بطولة عيد المولد النبوي     | 4           | 1941 - 1942 - 1943 - 1946 |
| أخرى        | بطولة عيد الميلاد           | 2           | 1945 - 1946 |
| أخرى        | بطولة عيد الفطر الصغير      | 1           | 1941 |
| أخرى        | بطولة عيد العرش             | 1           | 1941 |
| أخرى        | بطولة الرباط                | 1           | 1946 |
| أخرى        | كأس الاستقلال               | 1           | 1956 |
| أخرى        | بطولة المسيرة الخضراء       | 1           | 1975 |
| أخرى        | البطولة الدولية مكناس       | 1           | 1979 |
| أخرى        | بطولة الاستقلال             | 1           | 1983 |
| أخرى        | كأس بيسكارا الدولية         | 1           | 1988 |
| أخرى        | البطولة الدولية الجديدة     | 1           | 1989 |
| أخرى        | كأس دالاس الدولية           | 1           | 1996 |
| أخرى        | بطولة الراحل بلهشمي         | 1           | 2003 |
| أخرى        | كأس فيسنتي الدولية          | 1           | 2014 |
| أخرى        | بطولة تبوك الدولية          | 1           | 2016 |

- رقم قياسي

### الجوائز
- جائزة الاتحاد الأفريقي لكرة القدم أفضل نادي أفريقي في العام (مرتين):

 2017، 2022
- جائزة "الاتحاد المغربي" أفضل نادي مغربي في العام (أربع مرات):

 2017، 2019، 2021، 2022
- جائزة جلوب سوكر أفضل نادي عربي في العام (مرة واحدة):

 2017

## المنافسات

### الكلاسيكو
في المغرب، يُطلق اسم الكلاسيكو على المباراة التي تجمع بين ناديي الوداد الرياضي والجيش الملكي. ويعتبر الوداد والجيش الملكي الفريقان الأكثر تتويجًا ونجاحًا في المغرب سواءً في الدوري المغربي أو في كأس العرش، وكانت أول مباراة جمعت بين الفريقين في دور ثمن نهائي كأس العرش موسم 1958–59 وانتهت بفوز الجيش الملكي ب1–0.

### الإحصائيات
| المسابقة                    | الانتصارات | الانتصارات   | التعادل | الأهداف | الأهداف      |
| المسابقة                    | الوداد     | الجيش الملكي | التعادل | الوداد  | الجيش الملكي |
| --------------------------- | ---------- | ------------ | ------- | ------- | ------------ |
| البطولة الاحترافية المغربية | 41         | 25           | 59      | 133     | 98           |
| كأس العرش                   | 3          | 4            | 4       | 10      | 11           |
| كأس الملك محمد الخامس       | 0          | 1            | 0       | 2       | 5            |
| المجموع                     | 44         | 30           | 63      | 145     | 114          |

- شهدت الجولة السادسة من البطولة الوطنية موسم 2016-2017 أكبر نتيجة في تاريخ المواجهات بين الفريقين، حيث إنتهت المباراة على واقع (5-0) لصالح الوداد الرياضي بملعب الفتح بالرباط[28]، تناوب على تسجيلها كل من: أشرف بنشرقي 32'، يوسف رابح 40'، صلاح الدين السعيدي 79'، ويليام جيبور 86'، فابريس أونداما 88'.

#### ألقاب الفريقين
| الفريق         | البطولات المحلية | البطولات القارية | أخرى | المجموع |
| -------------- | ---------------- | ---------------- | ---- | ------- |
| الوداد الرياضي | 38               | 6                | 7    | 51      |
| الجيش الملكي   | 28               | 2                | -    | 30      |

## الرؤساء
قائمة رؤساء النادي عبر التاريخ:
| الرؤساء المتعاقبون  | مدة رئاستهم            |
| ------------------- | ---------------------- |
| محمد بنجلون التويمي | 1937 - 1942            |
| عبد القادر بنجلون   | 1942 - 1944            |
| عبد اللطيف العلمي   | 1944 - 1945            |
| محمد بلحسن بنجلون   | 1945 - 1948            |
| عبد الرحمن السلاوي  | 1948 - 1949            |
| عبد الرحمان الخطيب  | 1949 - 1956            |
| عز الدين بنجلون     | 1956 - 1962            |
| ناصر العراقي        | 1962 - 1963            |
| حسن جندي            | 1963 - 1965            |
| أحمد الحريزي        | 1965 - 1971            |
| عبد الرزاق لحلو     | 1971 - 1972            |
| عبد الرزاق مكوار    | 1972 - 1993            |
| بوبكر جضاهيم        | 1993 - 1996            |
| عبد المالك السنتيسي | 1996 - 1999            |
| ناصر الدين دوبلالي  | 1999 - 2003            |
| عبد الإله المنجرة   | 2003 - 2005            |
| الطيب الفشتالي      | 2005 - 2007            |
| عبد الإله أكرم      | 2007 - 2014            |
| سعيد الناصري        | 2014 - 2024            |
| هشام آيت منا        | الرئيس الحالي منذ 2024 |

المصدر: الموقع الرسمي للنادي

## المدربين
- الأب جيكو
- فخر الدين رجحي
- بادو الزاكي
- عبد الرحمان بلمحجوب
- البطاش
- سواريز
- يوري سباستيانكو
- شارل روسلي
- لاديسلاس لوزانو
- أوسكار فيلوني
- رشيد الطاوسي
- حسن بنعبيشة
- جاكي بونيفاي
- جوزي روماو
- بلامين ماركوف
- جون ميشيل كافالي
- بينيتو فلورو
- عبد الرحيم طاليب
- جون توشاك
- سيباستيان ديسابر
- الحسين عموتة
- ⁦⁦⁦ فوزي البنزرتي
- زوران مانولوفيتش
- خوان كارلوس غاريدو
- ميغيل أنخيل غاموندي
- فوزي البنزرتي
- وليد الركراكي
- الحسين عموتة
- مهدي النفطي
- خوان كارلوس غاريدو
- سفين فاندنبروك
- عادل رمزي
- فوزي البنزرتي
- عزيز بنعسكر
- رولاني موكوينا
- محمد أمين بنهاشم (المدرب الحالي)

## تشكيلة الفريق الحالية
آخر تحديث: 11 يوليو 2024
| الرقم | الموقع | الاسم           |
| ----- | ------ | --------------- |
| 32    | حارس   | يوسف المطيع     |
| 12    | حارس   | مهدي بنعبيد     |
| 30    | مدافع  | جيلرمي فيريرا   |
| 25    | مدافع  | بارت ماييرز     |
| 16    | مدافع  | جمال حركاس      |
| 5     | مدافع  | أيمن ديراني     |
| 24    | مدافع  | أيوب بوشتة      |
| -     | مدافع  | با الشريف علوان |
| 22    | مدافع  | محمد مفيد       |
| 19    | وسط    | مهدي مبارك      |
| 13    | وسط    | عبد الله حيمود  |
| 6     | وسط    | إسماعيل مترجي   |
| 27    | وسط    | أسامة الزمراوي  |
| 2     | وسط    | أسامة محروس     |
| 10    | وسط    | حمزة ساخي       |
| 8     | وسط    | محمد رايحي      |
| 33    | وسط    | بيدرينهو        |
| 9     | مهاجم  | ارثر ويندرسكي   |
| 22    | مهاجم  | كاسيوس مايلولا  |
| 30    | مهاجم  | سيف الدين بوهرة |
| 99    | مهاجم  | عمر السومة      |
| 34    | مهاجم  | ريان ماحتو      |
| 47    | مهاجم  | حمزة هنوري      |
| 7     | مهاجم  | صامويل أوبينغ   |
| 6     | مهاجم  | معاد إنزو       |
| 4     | مهاجم  | تمبينكوسي لورش  |

المصدر:

## وصلات خارجية
- الموقع الرسمي
- نادي الوداد الرياضي على قاعدة بيانات كرة القدم